# Revsunds landskommun
Revsunds landskommun var tidigare en kommun i Jämtlands län.

## Administrativ historik
Revsunds landskommun bildades 1863 i Revsunds socken i Jämtland i samband med att 1862 års kommunalförordningar trädde i kraft. 1891 bröts Nyhems landskommun ut ur kommunen. 
Vid den landsomfattande kommunreformen 1952 gick kommunerna Bodsjö och Sundsjö upp i Revsund.
1971 infördes enhetlig kommuntyp och Revsunds landskommun ombildades därmed till den kortlivade Revsunds kommun som redan tre år senare gick upp i Bräcke kommun.

### Kyrklig tillhörighet
I kyrkligt hänseende tillhörde kommunen Revsunds församling. Den 1 januari 1952 tillkom Bodsjö församling och Sundsjö församling.

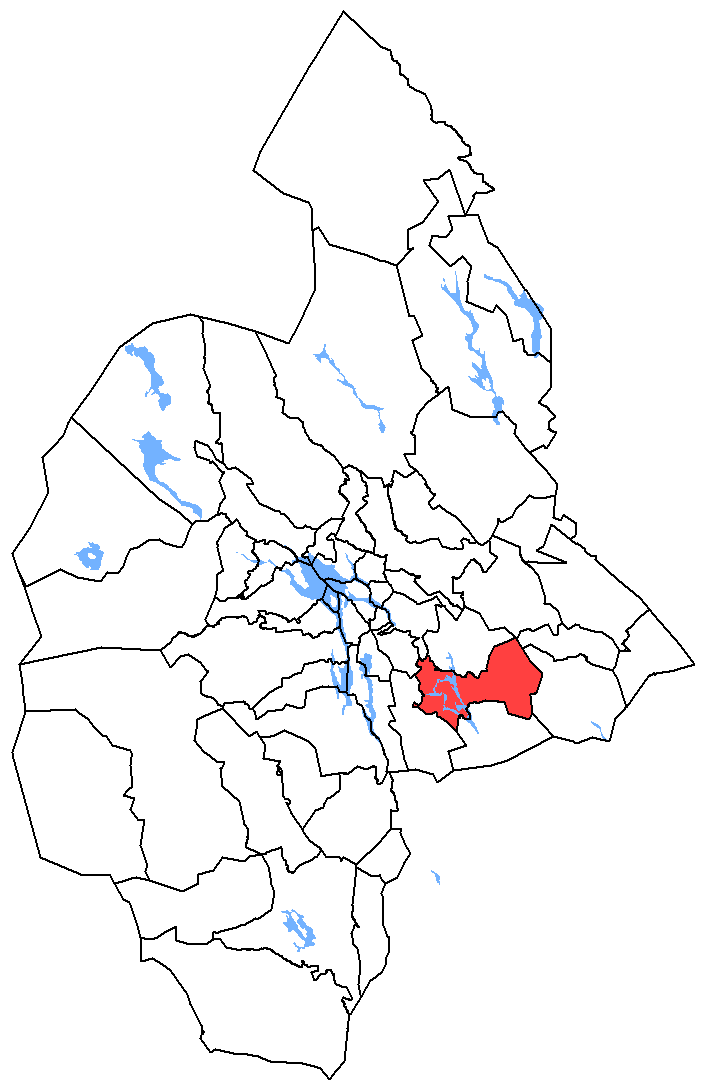
Revsund landskommuns ursprungliga omfattning 1863–90.
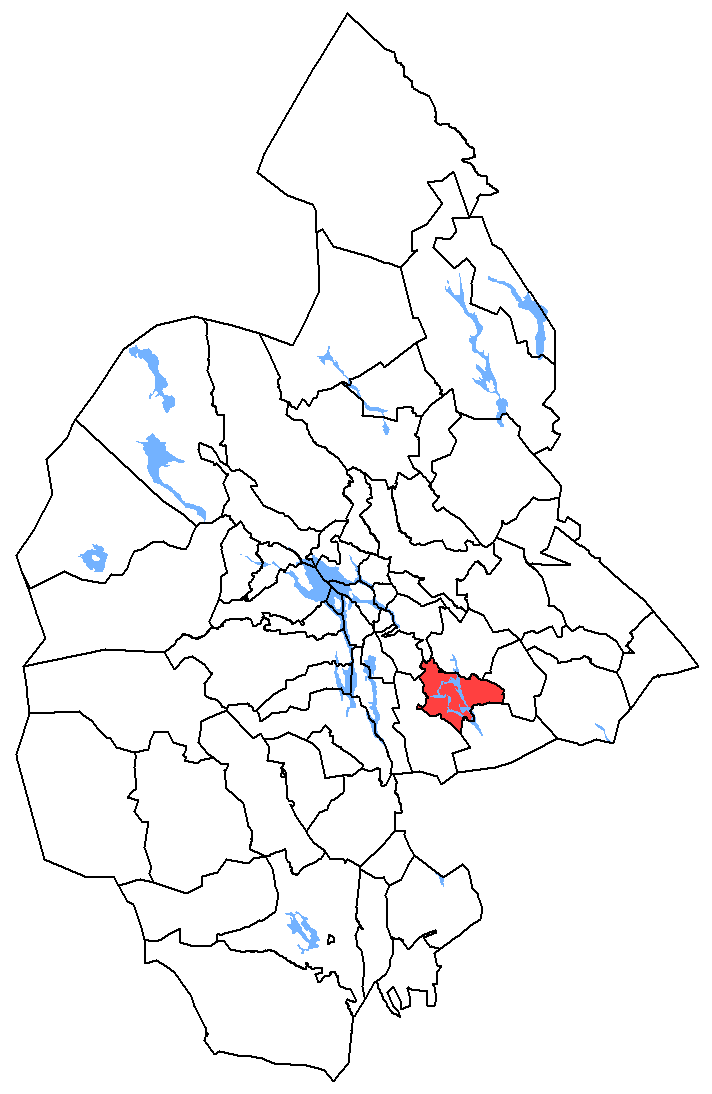
Revsund landskommun 1891–1951.

## Folkmängd
År 1959 fanns det 5 230 invånare i kommunen och en befolkningstäthet på 3,8 invånare/km². Detta kan jämföras med riksgenomsnittet som då var 18,0 invånare/km² medan länsgenomsnittet var 3,0 invånare/km².

## Kommunvapnet
Blasonering: I rött fält en stående viking av guld, som i högra handen håller ett stolpvis ställt spjut och på den vänstra armen bär en rund sköld.
Detta vapen fastställdes av Kungl Maj:t den 27 februari 1948. Se artikeln om Bräcke kommunvapen för mer information.

## Geografi
Revsunds landskommun omfattade den 1 januari 1952 en areal av 1 558,10 km², varav 1 364,93 km² land.

### Tätorter i kommunen 1960
| Tätort      | Folkmängd |
| ----------- | --------- |
| Gällö       | 706       |
| Pilgrimstad | 407       |

Tätortsgraden i kommunen var den 1 november 1960 22,2 procent.

## Politik

### Mandatfördelning i valen 1938-1970
| 15 | 5 | 5 |

| 23 |

|  | 16 | 4 |  | 3 |

| 21 | 4 |

|  | 14 | 5 |  | 4 |

| 24 |

| 25 | 2 | 8 | 3 | 2 |

| 36 |

| 23 | 3 | 6 | 3 | 5 |

| 36 |

|  | 22 | 2 | 7 | 3 | 5 |

| 36 |

| 21 | 2 | 6 | 3 | 3 |

| 30 | 5 |

|  | 18 | 2 | 7 | 4 | 3 |

| 30 | 5 |

|  | 20 | 9 | 3 | 2 |

| 32 |